# 库尔特伊
库尔特伊（法語：Courteuil，法語發音：[kuʁtœj]）是法国瓦兹省的一个市镇，位于该省南部，属于桑利斯区。

## 地理
库尔特伊（49°11'56"N, 2°32'6"E）面积5.32 平方千米，位于法国上法蘭西大區瓦兹省，该省份为法国北部内陆省份，北起索姆省，西接厄尔省和滨海塞纳省，南至塞纳-马恩省和瓦兹河谷省，东临埃纳省。
与库尔特伊接壤的市镇（或旧市镇、城区）包括：欧蒙昂纳拉特、阿普勒蒙、阿维利圣莱奥纳尔、桑利斯、维讷伊-圣菲尔曼。

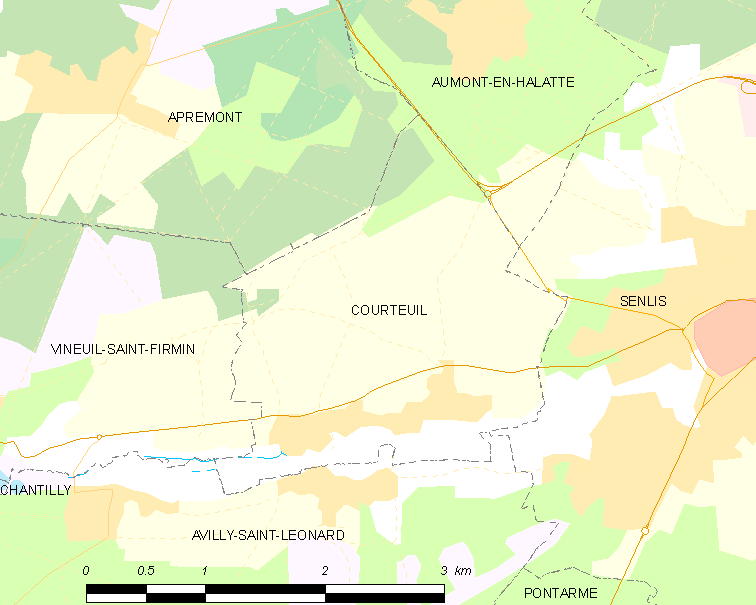
库尔特伊的OSM定位图

库尔特伊的时区为UTC+01:00、UTC+02:00（夏令时）。

## 行政
库尔特伊的邮政编码为60300，INSEE市镇编码为60170。

## 政治
库尔特伊所属的省级选区为桑利斯县。

## 人口

1962-2008年间库尔特伊人口变化图示

库尔特伊于2022年1月1日时的人口数量为578人。